# Busto de Victor Hugo
El Busto de Victor Hugo es una escultura en yeso patinado del artista francés Auguste Rodin en la que retrató al escritor romántico Victor Hugo. Esta es la primera versión realizada en 1883, la segunda fue concebida en 1884; y su molde terminado en junio del siguiente año, del cual se desprendió una fundición que fue expuesta en el Salón de París de 1884. Otra versión de mayor tamaño fue usada por el escultor para la realización del Monumento a Victor Hugo en 1887.
En 1883 el periodista Edmond Bazire le aconsejó a Rodin la realización de retrato de algún personaje notable para consolidarse como artista. Por ello el escultor le solicitó a Victor Hugo hacerle un retrato, pero él se negó a posar en sesiones de más de media hora, por lo que invitó al escultor a su casa de la avenida d'Eylau en París para que pudiera realizar algunos dibujos a cierta distancia, pues mientras el escritor se encontraba en el salón realizando sus actividades cotidianas, Rodin tenía que estar en el porche de la casa, dificultándole la realización de los bosquejos.
Estos dibujos fueron realizados entre febrero y abril de 1883, desde distintos ángulos con el fin de lograr una imagen más completa de Victor Hugo, así como capturar todos sus rasgos y expresiones. Posteriormente realizó grabados en tres cuartos y de frente.
El retrato fue terminado en 1883, el cual fue plasmado en este yeso, sin embargo el trabajo sobre la pieza continuó hasta 1885, después de la muerte de Victor Hugo en mayo de ese año, con el objetivo de lograr una pieza más refinada. 